# John Madejski

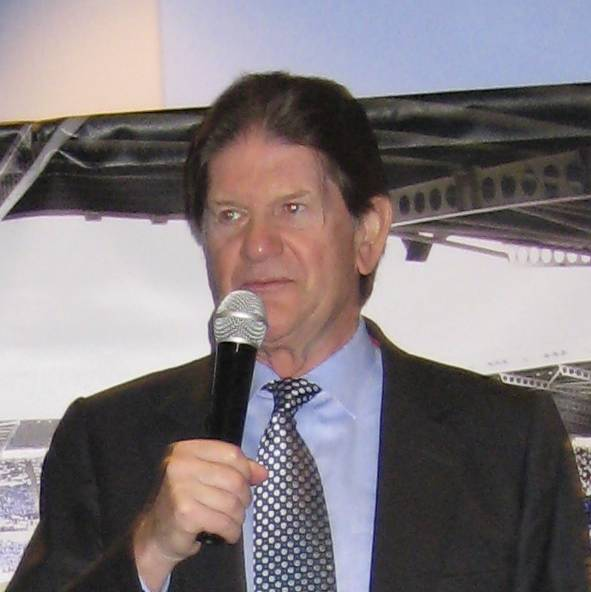
John Madejski

John Robert Madejski (ur. 28 kwietnia 1941 w Stoke-on-Trent) – angielski biznesmen, prezes klubu piłkarskiego Reading. Jego ojczymem był polski żołnierz, lotnik RAF-u, po którym nosi nazwisko.
Był właścicielem i prezesem angielskiego klubu piłkarskiego Reading, który występuje w League One. Jego nazwiskiem nazwany jest stadion tego zespołu Madejski Stadium.
Jest kawalerem Orderu Imperium Brytyjskiego.

## Życie osobiste
Ma dwójkę dzieci, ale nigdy nie był żonaty. W październiku 2004 roku angielskie media łączyły go z angielską wokalistką Cillą Black.